# Heinrich Malzkorn
Max Heinrich Malzkorn (* 4. Januar 1892 in Mönchengladbach; † 12. März 1980 in Süchteln) war ein deutscher Schriftsteller, Maler und Naturschützer. Sein literarisches Hauptwerk ist die Tiergeschichte vom Fischotter „Patschel“.

## Leben
Heinrich Malzkorn entstammte bürgerlichen Verhältnissen. Als er am 4. Januar 1892 geboren wurde, betrieben seine Eltern Hubert und Josefine Malzkorn in Mönchengladbach an der Eickener Straße 223 ein Kolonialwarengeschäft. Er besuchte die Volks- und Oberrealschule. Anstatt den elterlichen Laden zu übernehmen, absolvierte Malzkorn eine Lehrerausbildung an der Präparandenanstalt in (Mönchengladbach-)Odenkirchen.
Seine erste Anstellung als Lehrer erhielt er im April 1912 in Materborn bei Kleve. Während dieser zwei Jahre war er vertretungsweise auch Leiter des Hotels „Zum Reichswald“. Die Pläne, das Hotel in Pacht komplett zu übernehmen, konnten nach dem Ausbruch des Ersten Weltkrieges nicht verwirklicht werden. Als Kriegsfreiwilliger rückte Malzkorn am 16. November 1914 in ein berittenes Artillerieregiment ein. Er wurde verschüttet und verlor dabei die Sehkraft eines Auges auf Lebenszeit. Am 31. Mai 1917 wurde er aus der Armee entlassen, worauf eine kurzzeitige Lehrertätigkeit in Niederheide (Schiefbahn) folgte.
Anschließend studierte er Kulturgeschichte, Literatur und Volkswirtschaft in Köln, Greifswald und Bonn. Während dieser Zeit beschäftigte er sich intensiv mit den Theorien des Berliner Volkswirtschaftlers Adolf Damaschke (1865–1935), vor allem mit dessen Hauptwerk Die Bodenreform.
Malzkorn heiratete die Hotelierstochter Annemarie Bertus und übernahm mit ihr in den Jahren 1920/21 ein Hotel. Im Jahr 1921 wurde er Syndikus des Rheinischen Bauern-Vereins und Geschäftsführer der Kreisbauernschaft. Er übernahm die Gastronomie im Stadthallenrestaurant in Krefeld, musste aber diesen Gastronomiebetrieb trotz guter Rahmenbedingungen 1930 aufgeben. Auch das Krefelder Ausflugslokal „Forstwaldhaus“ musste er nach kurzer Zeit wieder kündigen. Seine Ehe scheiterte ebenfalls und wurde geschieden. 1935 verstarb seine Frau.
Nach der Machtübernahme der Nationalsozialisten 1933 flüchtete Malzkorn in den Hunsrück. Bis 1938 war er arbeitslos, hielt sich mit dem Verkauf von Bildern und dem Veröffentlichen seiner Geschichten in Zeitschriften über Wasser. Die Malerei erlernte er an der privaten Kunstschule Arp in Düsseldorf-Oberkassel.
Am 3. August 1940 heiratete Malzkorn, der inzwischen wieder am Niederrhein unterrichtete, die Apothekerassistentin Ilse Miltzow. 1942 wurde der Lehrer an die Volksschule in Born versetzt, 1944 erfolgte eine Evakuierung des Ehepaars nach Thüringen, wo er zunächst wiederum als Lehrer tätig war. Nach der Besetzung durch die Sowjetarmee wurde er als Spezialist für Bodenreform mit der Umwandlung des agrarischen Privatbesitzes in Landwirtschaftliche Produktionsgenossenschaften (LPGs) betraut. Bei dieser schwierigen Aufgabe schuf er sich Feinde in allen Lagern. Ende 1945 kehrte das Ehepaar nach Born zurück. Weil Heinrich Malzkorn als verdächtig galt, mit den „Russen“ zusammenzuarbeiten, verweigerte man ihm ein Jahr lang den Wiedereintritt in den Schuldienst. Als Vorwand diente Malzkorns Eintreten für gemeinsamen Unterricht von katholischen und evangelischen Kindern. In dieser Zeit lebte das Ehepaar in einer verlassenen Fischerhütte am nahen Hariksee. Das Einkommen bestritt die berufstätige Ehefrau.
In den 1960er Jahren wurden die geburtenstärksten Jahrgänge der Bundesrepublik Deutschland eingeschult. Die wenigen neuen Lehramtsabsolventen konnten sich ihre Stellen aussuchen und mieden strukturschwache Gebiete. So wurde nach Ostern 1963 der Pensionär Malzkorn in der katholischen Volksschule Bracht reaktiviert und unterrichtete dort noch einmal bis zur Neugründung der Einrichtung als Grund- bzw. Hauptschule im Sommer 1968.

## Reformideen und Projekte
Malzkorn setzte sich stark für den Naturschutz ein. So brachte er 1954 mit einfachen Mitteln den „Hilferuf für Mensch und Erde“ in Umlauf, der sich gegen die Ausweitung des Braunkohlentagebaus am Niederrhein richtete. In den 1950er Jahren gründete Malzkorn in Brüggen den Naturschutz Verlag, in dem er selbst Gedichtbände und Theaterstücke, den Roman Verkaufte Jugend über die Weltwirtschaftskrise 1929 und eine Neuauflage seines Fischotter-Romans Patschel veröffentlichte. Aus der Hand seiner Frau Ilse Malzkorn-Miltzow stammt der Titel Ein Leben für den Hariksee. Eine sozialkritische Monatszeitschrift für alle Schaffenden mit dem Titel Das Weltgewissen bestritt Malzkorn gemeinsam mit Emmy Wagner. Zu dieser Zeitschrift entstand auch noch eine Schriftenreihe (Band 1: Johannes Ude: Christliche Moraltheologen als Helfershelfer des Kapitalismus. Brüggen 1957). Leider kam Malzkorn als Verleger der Abgabepflicht nur sehr sporadisch nach, so dass die Deutsche Nationalbibliothek die Produktion nur lückenhaft nachweisen kann.

## Nachlass
Der Nachlass von Malzkorn befindet sich im Stadtarchiv Mönchengladbach. Ein kleinerer Teil aus dem Nachlass von Malzkorns Schwägerin wird seit 2020 privat aufbewahrt, bis die Gemeinde Brüggen geeignete Räumlichkeiten zur Verfügung stellen kann.

## Werke
- Patschel von Heinrich Malzkorn, kommentierte Neuauflage, Angenthoer's Best, Brüggen 2019.
- Der Jäger aus Churpfalz. Borniger, Bacharach 1988.
- Divide et impera. Naturschutz-Verlag, Brüggen/Niederrhein 1969.
- Patschel vom Schwalmtal. Naturschutz Verlag, Brüggen/Niederrhein 1962.
- Die Partisanen Gottes. Naturschutz-Verlag, Brüggen/Niederrhein um 1962.
- Herzschlag der Wälder. Naturschutz-Verlag, Brüggen/Niederrhein 1962.
- Verkaufte Jugend. Naturschutz-Verlag, Brüggen/Niederrhein 1960.
- Patschel. Kühlen, M. Gladbach 1949.
- Die schwarze Lies. Fürst, Krefeld 1934.
- Rheinischer Bursch. Salm-Verlag, Köln 1921.